# Vallei van de Kikbeekbron
De Vallei van de Kikbeekbron is een natuurgebied van 120 ha in en rond een voormalige zand- en grindgroeve in Maasmechelen (Belgisch Limburg), waar kwellen een waterplas van water voorzien, die vervolgens de Kikbeek voedt en naar de Maas stroomt. De vallei maakt deel uit van het Nationaal Park Hoge Kempen.
De Kikbeekbron bevindt zich ten westen van het kleinstedelijk gebied van Maasmechelen (Gemeentelijk Ruimtelijk Structuurplan 2009). Het natuurgebied met een uitgestrekte waterplas bevindt zich in een uitgegraven deel van de steilrand van de Maasvallei naar het Kempens Plateau. De vallei ligt zuidelijk van de autosnelweg E314, noordelijk van de Weg naar Zutendaal bij het dorp Opgrimbie. Het in 2006 opgeleverde Ecoduct Kikbeek verbindt de Vallei van de Kikbeekbron met het natuurgebied Mechelse Heide ten noorden van de snelweg.

## Bescherming
De vallei is Europees beschermd als onderdeel van een Natura 2000-gebied (habitatrichtlijngebied BE2200035 en overlappend vogelrichtlijngebied BE2200727 'Mechelse heide en vallei van de Ziepbeek').

## Geschiedenis
De Kikbeek leverde ooit de aandrijfkracht voor de Kikmolen bij de Kikvijver, nu een recreatieplas in Camping De Kikmolen, die omwille van de uitstekende waterkwaliteit jarenlang een blauwe wimpel mocht voeren. De korenwatermolen staat op de Ferrariskaarten aangeduid als Kiekens molen. De Kikvijver wordt reeds in de 13e eeuw vermeld als een geschenk van het kapittel van Sint-Servaas van Maastricht aan de abdis van de abdij van Hocht.

### Ontginning
Vanaf de jaren 60 tot in de jaren 90 werd door de firma Sibelco in dit overgangsgebied van de Maasvallei naar het Kempens Plateau witzand gewonnen voor de glasindustrie en diverse hoogwaardige toepassingen. Na stopzetting van de zandwinning in dit gebied in 2001 werd het stapsgewijs hersteld voor teruggave aan de natuur, waaronder het herstel van de steile flanken van de groeve.

## Bodem
Ook in de Vallei van de Kikbeekbron kwamen Maaskeien vrij. Door de aanwezigheid van bruinkoollagen (ligniet) is het witzand in de vallei bijzonder zuiver. De zuren in de bruinkool zuiveren het zand waardoor er uiteindelijk puur kwartszand overblijft.Men treft er eveneens ijsschotszwerfstenen aan.

## Beheer
Het beheer van het natuurgebied is in handen van het Agentschap voor Natuur en Bos (ANB). Tussen de waterplas en de Kikbeek werd een regelbare stuw gebouwd waardoor het water in de plas en het grondwaterpeil in de omgeving konden stijgen. Hierdoor konden riet en andere oevergewassen zich ontwikkelen en op hun beurt vogels zoals blauwborst, kleine karekiet en fuut aantrekken. Door de stijging van de waterspiegel is er ook opnieuw aansluiting met de oorspronkelijke loop van de Kikbeek.
Het ANB wil de waterhuishouding verder herstellen door vanaf augustus 2024 grote natuurherstelwerken uit te voeren: de originele bedding van de Kikbeek ten noorden van de plas herstellen, met een wal de waterafvoer uit de plas tegenhouden en een deel van de plas ondieper maken. Door het hogere waterpeil moeten ondergrondse kwelstromen terug actief worden, wat watervasthoudende plantensoorten (natte heide en veen) moet doen terugkeren. Volgens het ANB is dit het grootste Blue Deal-project in Vlaanderen.
Het Agentschap staat ook in voor het in stand houden van de heide rond de waterplas. Fjordenpaarden zorgen voor de begrazing.

## Bedreigingen
Een deel van de Kikbeekbron moet jaarlijks voor het publiek gesloten worden tijdens het broedseizoen. Ook moest de vallei afgesloten worden doordat toeristen aan de oever vuurtjes stookten. Dit is een ernstig risico voor veenbrand waardoor in dit waardevolle natuurgebied flora en fauna aangetast kunnen worden.

## Galerij

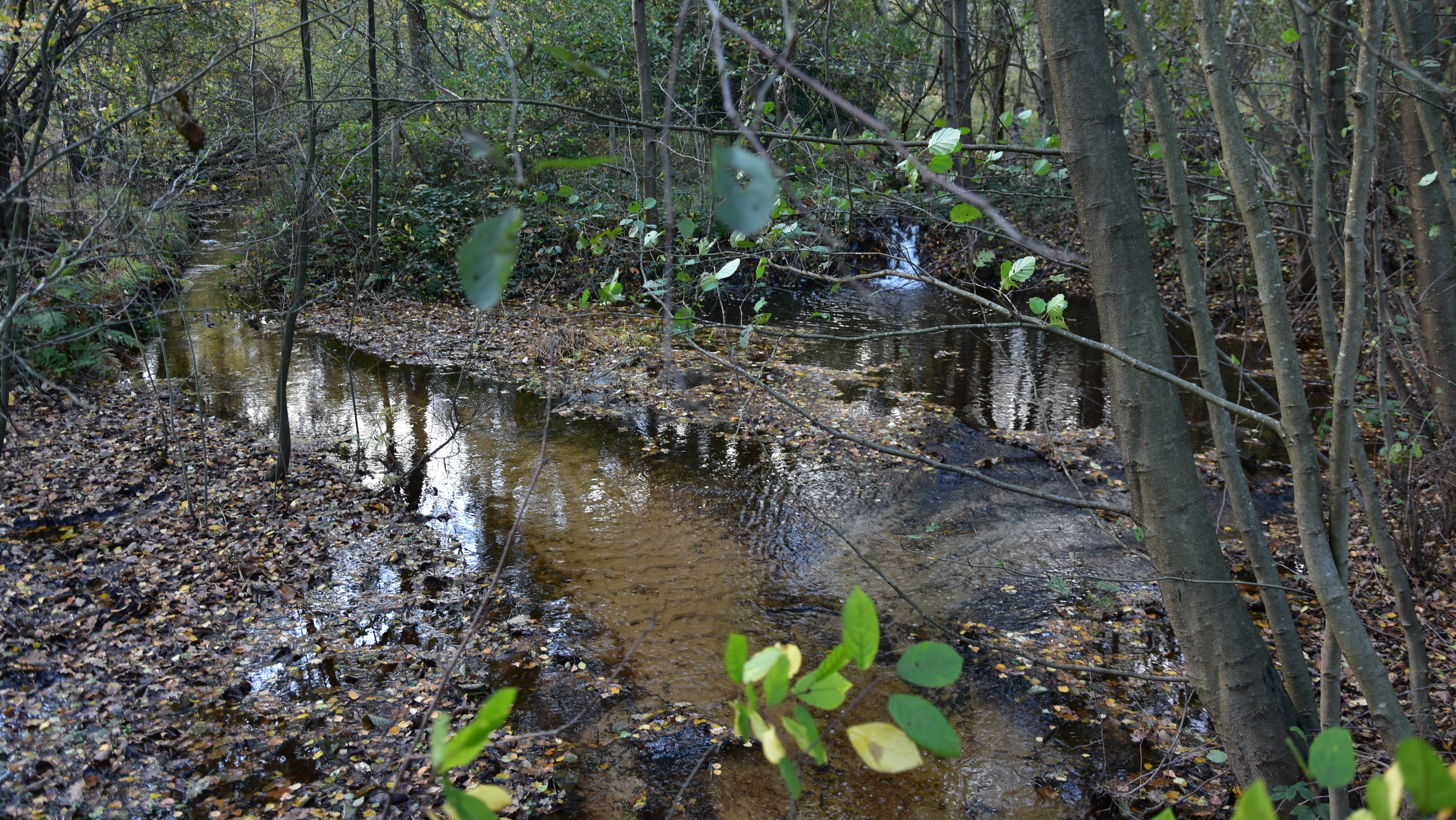
De Kikbeek
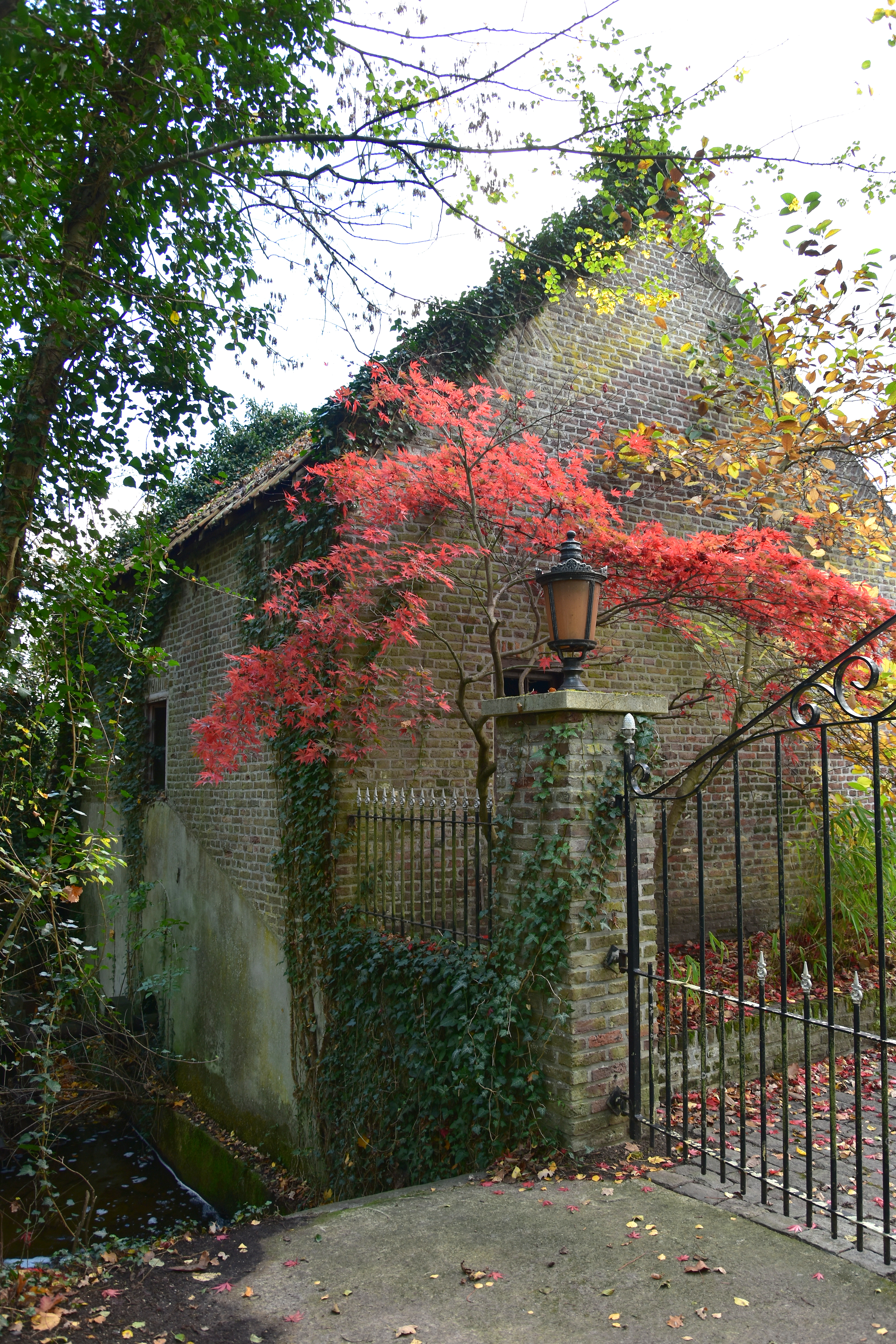
De Kikmolen
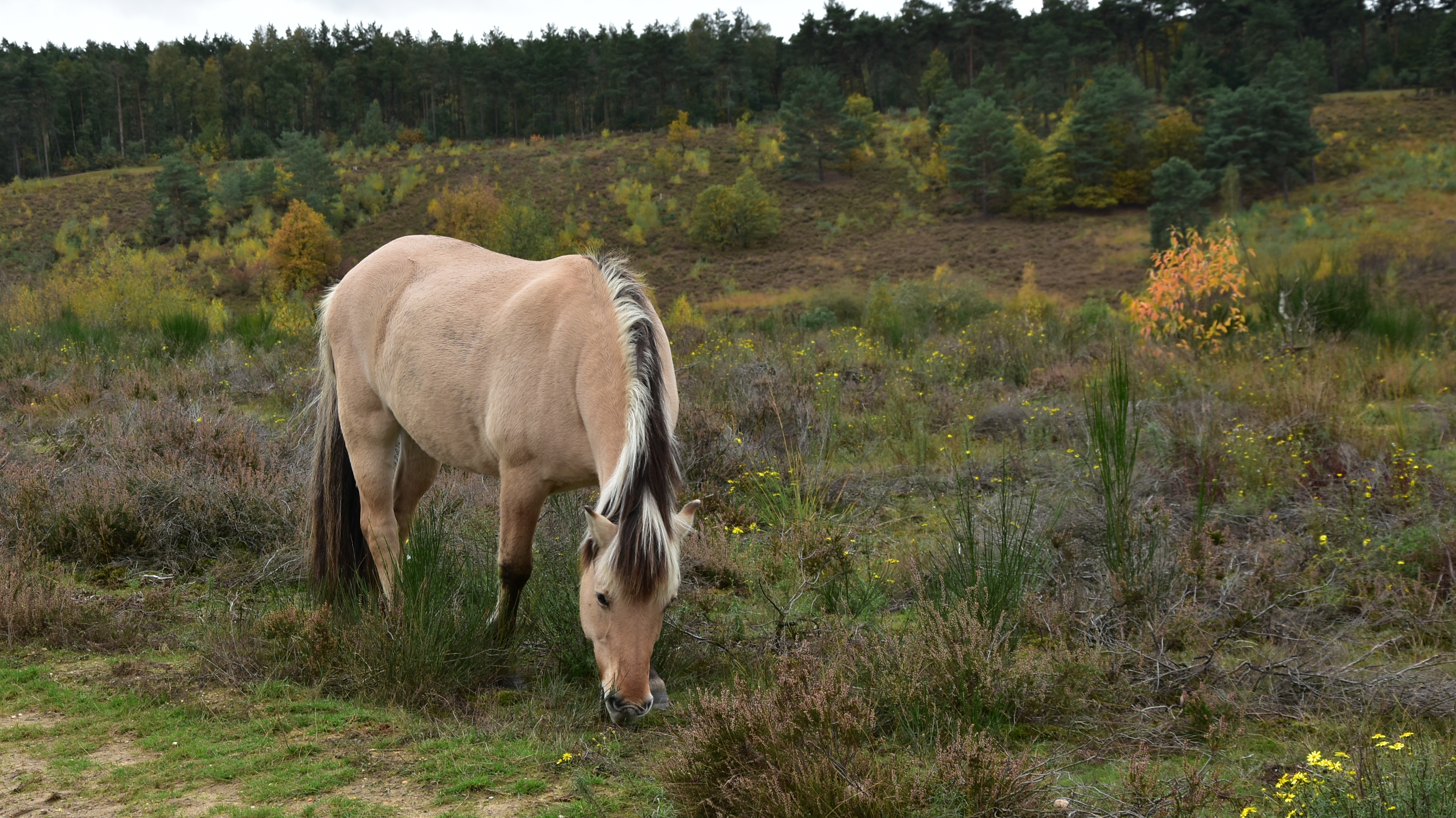
Een Fjordenpaard in de vallei
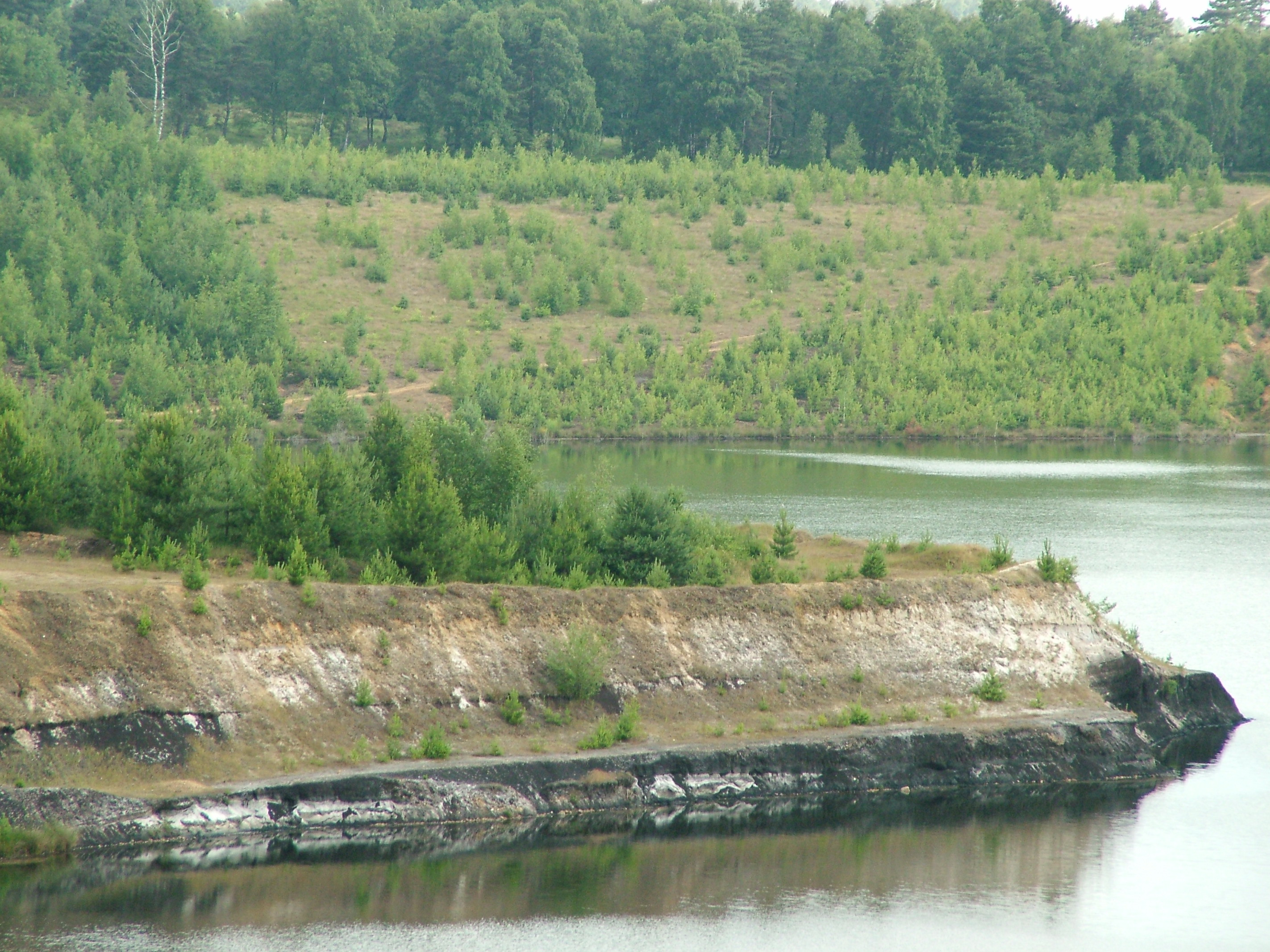
Bruinkoollaag (ligniet) in de Vallei van de Kikbeek
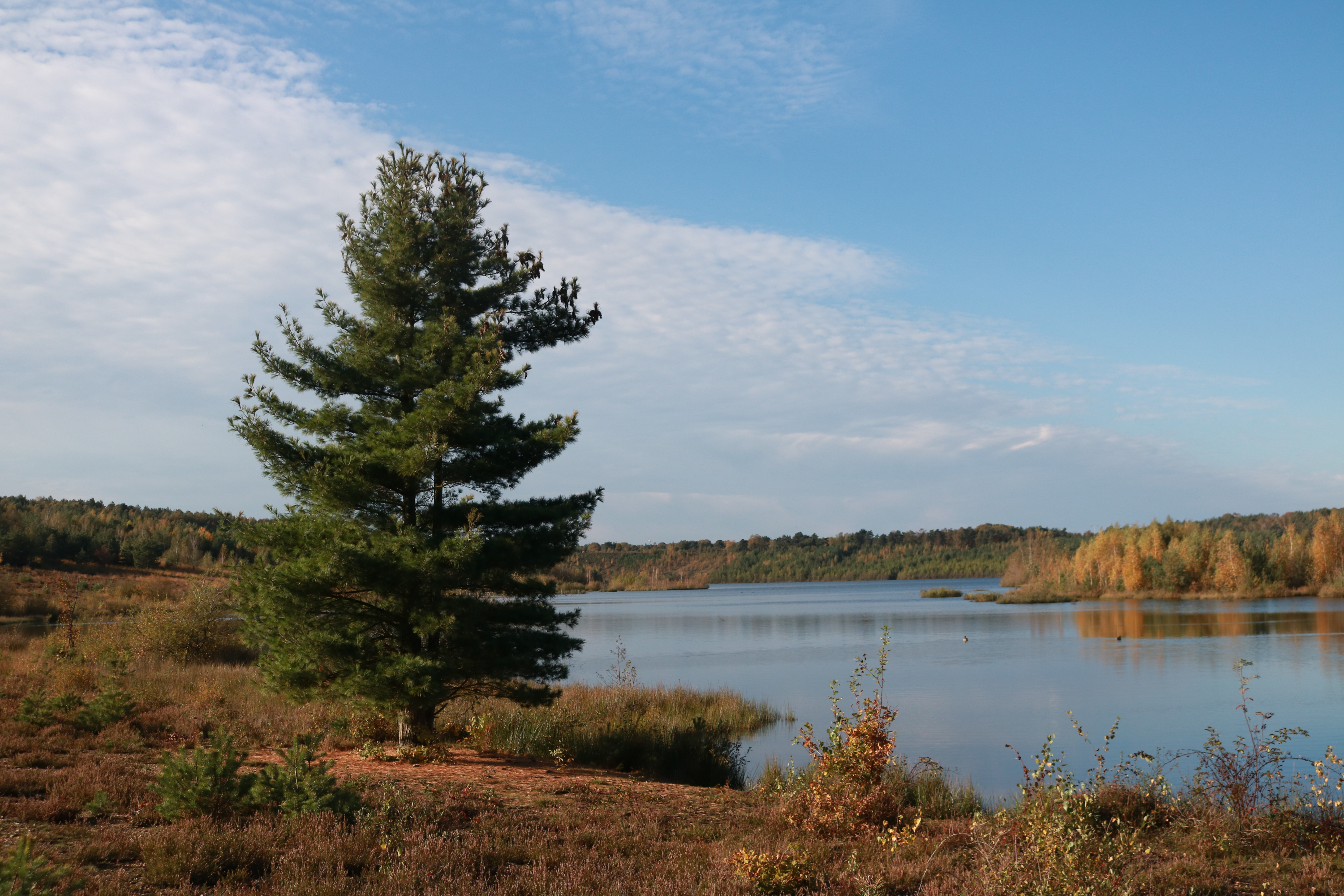
Een boom aan het water van de Kikbeekbron